# Ghost (Plastic Tree)
Ghost (Ghost?) è il ventunesimo singolo della rock band visual kei giapponese Plastic Tree. È stato pubblicato il 16 novembre 2005 dall'etichetta major Universal Music.
Insieme al booklet, all'interno della custodia del CD sono contenuti come omake quattro cartoncini (ognuno dedicato ad un componente della band) con i quattro mesi centrali del calendario del 2006; gli altri otto cartoncini sono contenuti nei singoli Namae no nai hana e Kūchū buranko.

## Tracce
Dopo il titolo è indicata fra parentesi "()" la grafia originale del titolo.
1. Ghost (Ghost?) - 4:53 (Akira Nakayama)
2. Suisai (水彩?) - 4:08 (Tadashi Hasegawa)
3. Ghost -Instrumental- (Ghost-Instrumental-?) - 4:53 (Akira Nakayama)

## Altre presenze
- Ghost:
  - 28/06/2006 - Chandelier (Plastic Tree)Chandelier
  - 13/07/2007 - What is "Plastic Tree"?
  - 26/08/2009 - Gestalt hōkai

- Suisai:
  - 13/07/2007 - What is "Plastic Tree"?
  - 05/09/2007 - B men gahō

## Formazione
- Ryūtarō Arimura - voce e seconda chitarra
- Akira Nakayama - chitarra e cori
- Tadashi Hasegawa - basso e cori
- Hiroshi Sasabuchi - batteria